# سيات إنكا
سيات إنكا (بالإنجليزية: SEAT Inca)‏ هي سيارة من تصنيع شركة سيات.